# Bristol Scout
Bristol Scout – brytyjski samolot rozpoznawczy z początkowego okresu I wojny światowej.

## Historia
Scout został skonstruowany jako samolot wyścigowy. Jego konstruktorami byli Frank Barnwell i Harry Busteed. Prototyp (Scout A) został oblatany w lutym 1914 roku. Pierwsze seryjne samoloty oznaczone jako Scout B zostały przydzielone do stacjonujących we Francji dywizjonów 3 i 5 Royal Flying Corps.
Po próbach polowych rozpoczęto produkcję seryjną wersji C i D. Samolot Bristol Scout był używany jako szybki samolot rozpoznawczy, ale po pewnym czasie piloci zaczęli je uzbrajać tworząc w ten sposób pierwsze samoloty myśliwskie. Ponieważ Brytyjczycy nie mieli na początku wojny synchronizatora chroniącego śmigło przed przestrzeleniem, dlatego też karabin maszynowy montowany był na wsporniku nad płatem (co utrudniało usuwanie zacięć i zmianę magazynków), lub skośnie w kadłubie (utrudnione celowanie). Pomimo tych utrudnień piloci Scoutów odnosili na swoich samolotach takie sukcesy jak zestrzelenie 25 lipca 1915 roku przez Lanoe Hawkera trzech niemieckich samolotów w jednym locie (pilot otrzymał za ten wyczyn Krzyż Wiktorii).
Zbudowano jeden samolot w wersji Scout A, dwa Scout B, 161 Scout C i 210 Scout D.

## Opis

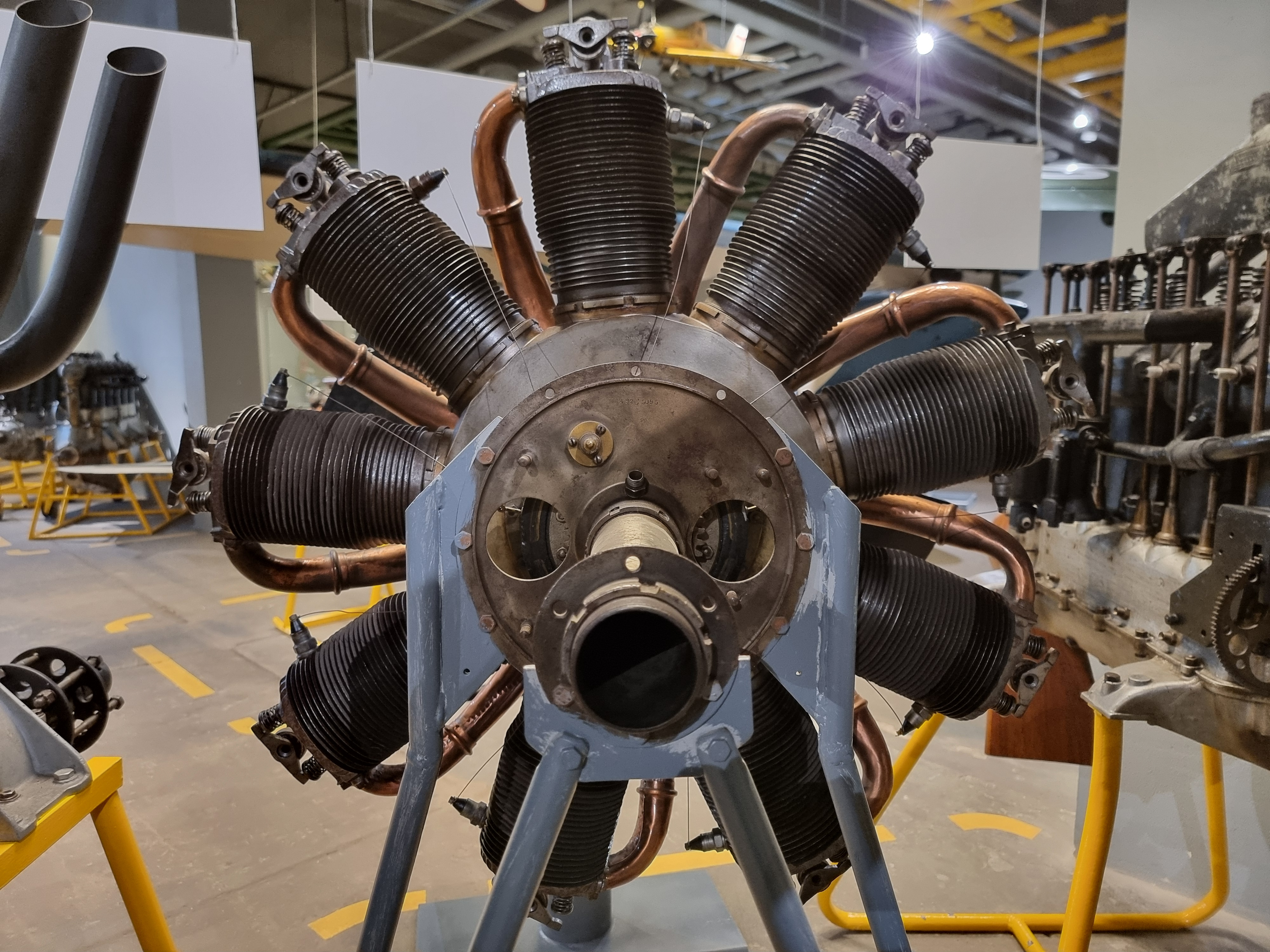
Silnik Le Rhône 9C eksponowany w MLP w Krakowie

Bristol Scout była samolotem dwupłatowym. Kadłub wykonany z podłużnic jesionowych, z kratownicą wykrzyżowaną drutem, do wysokości kabiny pilota kryty blachą aluminiową, dalej płótnem. Płaty prostokątne, kryte płótnem, połączone ze sobą słupkami i cięgnami.
Samolot był napędzany silnikiem rotacyjnym. Początkowo stosowano silniki Gnôme, Le Rhône lub Clerget o mocy 60 kW, później Clerget o mocy 81 kW.